# La Victime désignée
Pour plus de détails, voir Fiche technique et Distribution.
La Victime désignée (titre original : La vittima designata) est un giallo italien coécrit et réalisé par Maurizio Lucidi, sorti en 1971. 

## Synopsis
Publicitaire à la tête d'une entreprise lucrative, Stefano Argenti est marié à une épouse dépressive et possessive, Luisa. Ce dernier souhaite vendre la société contre une forte somme d'argent mais elle est enregistrée au seul nom de sa femme. L'homme d'affaires se console dans les bras de sa maîtresse, la modèle Fabienne. En escapade amoureuse à Venise, le couple d'amants rencontre un étrange dandy, le comte Matteo Tiepolo, qui devient rapidement un ami très proche et intime de Stefano. Un jour, Matteo lui propose un marché : il tue Luisa si celui-ci assassine son frère, une brute qui le tyrannise. Effrayé, Stefano refuse son offre. 
Mais Matteo révèle à Luisa que son mari la trompe mais qu'il détourne également l'argent de son entreprise. Après une dispute avec Stefano, Luisa est retrouvée morte. Matteo, qui l'a tuée, demande à Stefano de bien vouloir remplir sa part du marché, à savoir tuer son frère.

## Fiche technique
- Titre original : La vittima designata
- Titre français : La Victime désignée
- Réalisation : Maurizio Lucidi
- Scénario :  Augusto Caminito, Maurizio Lucidi, Aldo Lado et Antonio Troiso
- Montage : Alessandro Lucidi
- Musique : Luis Bacalov et New Trolls
- Photographie : Aldo Tonti
- Production : Pier Ludovico Pavoni et Vico Pavoni
- Société de production : P.C.E.
- Société de distribution : Euro International Film
- Pays d'origine :  Italie
- Langue originale : italien, français, allemand
- Format : Couleur + Noir et blanc (partiellement) — 35 mm — 2,35:1 — Son : Mono
- Genre : Film dramatique, Film policier, Thriller, giallo
- Durée : 105 minutes
- Dates de sortie : 
  -  Italie : 22 avril 1971
  -  France : 21 août 1971

## Distribution
- Tomás Milián (VF : Philippe Ogouz) : Stefano Argenti
- Pierre Clémenti : comte Matteo Tiepolo
- Katia Christine (VF : Lily Baron) : Fabienne Béranger
- Luigi Casellato (VF : Henry Djanik) : commissaire Finzi
- Marisa Bartoli (VF : Joelle Janin) : Luisa Argenti
- Ottavio Alessi (VF : Roger Rudel) : Balsamo
- Alessandra Cardini (créditée comme Sandra Cardini) (VF : Perrette Pradier) : Christina Müller
- Enzo Tarascio (VF : Michel Barbey) : Del Bosco
- Carla Mancini
- Bruno Boschetti : le majordome de Stefano